# Самбрано, Антони
Антони Хосе Самбрано де ла Крус (исп. Anthony José Zambrano de la Cruz, род. 17 января 1998 года) — колумбийский легкоатлет, специализируется в беге на короткие дистанции. Призёр чемпионата мира на дистанции 400 метров. Двукратный чемпион Панамериканских игр 2019 года. Участник летних Олимпийских игр 2016 года.

## Биография
На летних Олимпийских играх 2016 года он принял участие в эстафетном забеге на дистанции 4 по 400 метров. Колумбия заняла шестое место в полуфинале и не квалифицировалась в финал. 
В августе 2019 года на Панамериканских играх в Лиме он становится победителем на дистанции 400 метров, пробежав её за 44.83 секунды. Через несколько дней в составе эстафетной команды Колумбии он праздновал успех на дистанции 4 по 400 метров.
В 2019 году с результатом 44,15 он становится серебряным призёром на дистанции 400 метров на предолимпийском чемпионате мира в Катаре.

## Персональные результаты
| Дисциплина | Время | Место   | Дата             |
| ---------- | ----- | ------- | ---------------- |
| 200 метров | 21,58 | Меделин | 15 сентября 2018 |
| 400 метров | 44,15 | Доха    | 4 октября 2019   |